# 乌克兰方面军 (1919年)
乌克兰方面军，前身为库尔斯克方向集团军，存在于1919年1月至6月之间。该集团军的成立是为了在1918年11月奥德占领军撤出后入侵乌克兰，并与乌克兰人民共和国以及登陆黑海沿岸的协约国军队作战。